# 宮崎村 (宮城県)
宮崎村（みやざきむら）は宮城県加美郡にあった村。現在の加美町北西端にあたる。
なお、2003年まで存在した宮崎町は1954年に新設合併によって発足したもので、本村とは別の自治体である。

## 地理
- 山：鬢櫛山、箕ノ輪山、宝森、国見山、大倉山、萱森、黒森
- 河川：田川

## 歴史
- 1889年（明治22年）4月1日 - 町村制の施行により柳沢村、宮崎村、北河内村が合併して発足。
- 1954年（昭和29年）7月1日 - 賀美石村と合併して宮崎町が発足。同日宮崎村廃止。
- 2003年（平成15年）4月1日 - 宮崎町が小野田町・中新田町と合併して加美町が発足。

## 行政

### 歴代村長
| 代 | 氏名       | 就任                       | 退任                       | 備考 |
| -- | ---------- | -------------------------- | -------------------------- | ---- |
| 1  | 木村登     | 明治22年（1889年）4月28日  | 明治23年（1890年）8月12日  |      |
| 2  | 沼田良吉   | 明治23年（1890年）8月16日  | 明治25年（1892年）12月7日  |      |
| 3  | 山本三蔵   | 明治26年（1893年）1月17日  | 明治26年（1893年）3月22日  |      |
| 4  | 藤沢平馬   | 明治26年（1893年）5月22日  | 明治29年（1896年）12月20日 |      |
| 5  | 菊地信治   | 明治29年（1896年）12月23日 | 明治33年（1900年）2月22日  |      |
| 6  | 鈴木承九郎 | 明治33年（1900年）5月19日  | 明治34年（1901年）6月17日  |      |
| 7  | 山田喜平治 | 明治34年（1901年）7月8日   | 明治36年（1903年）7月13日  |      |
| 8  | 山本三蔵   | 明治36年（1903年）11月14日 | 明治38年（1905年）2月16日  | 再任 |
| 9  | 藤沢平馬   | 明治38年（1905年）3月7日   | 明治40年（1907年）12月1日  | 再任 |
| 10 | 古内松之助 | 大正元年（1912年）10月1日  | 大正5年（1916年）9月30日   |      |
| 11 | 菊地浅治   | 大正5年（1916年）11月20日  | 昭和2年（1927年）11月30日  |      |
| 12 | 桧野長之丞 | 昭和2年（1927年）12月24日  | 昭和5年（1930年）7月26日   |      |
| 13 | 小野斎次郎 | 昭和5年（1930年）11月18日  | 昭和16年（1941年）5月14日  |      |
| 14 | 沼田秀平   | 昭和16年（1941年）11月20日 | 昭和20年（1945年）11月19日 |      |
| 15 | 土田昇     | 昭和20年（1945年）12月5日  | 昭和29年（1954年）6月30日  |      |